# Ингаунис, Феликс Антонович
Феликс Антонович Ингаунис (30 мая 1894 Либава, Латвия — 28 июля 1938) — советский военный лётчик и военачальник, комкор.

## Биография
По происхождению — литовец. Окончил 3-классное городское училище. С 13 лет работал чернорабочим на папиросной и обувной фабриках, слесарем на судостроительном заводе в Либаве. В 1915 году работал слесарем на гвоздильном заводе в Петрограде.
В мае 1915 года добровольно вступил в Русскую императорскую армию в качестве вольноопределяющегося. Служил в 1-й авиационной роты, затем окончил курсы авиационных механиков в октябре 1915 года и солдатский авиакласс Петроградской авиационной школы, а затем - авиационные технические курсы при Петроградском Политехническом институте. В январе 1916 года для продолжения учёбы был направлен в Московскую авиационную школу, где получил образование пилота. С февраля 1917 года участвовал в Первой мировой войны, воевал во 2-м истребительном авиаотряде Юго-Западного фронта. Участвовал в воздушных боях. По некоторым данным, сбил 2 неприятельских самолёта. За боевые отличия произведен в унтер-офицеры, а в сентябре 1917 года — в прапорщики. Награждён Георгиевским крестом 4-й степени (5.07.1917).
С мая 1918 года — в Красной Армии: воевал на Восточном и Южном фронтах. Сначала воевал лётчиком и командиром отряда 1-й авиационной группы, с декабря 1918 — командир 1-го истребительного авиадивизиона и 3-го истребительного авиаотряда, с июня 1920 начальник авиации 2-й Конной армии. С декабря 1920 года — начальник авиации 1-й Конной армии.
После окончания Гражданской войны стал начальником авиации Северо-Кавказского военного округа. С сентября 1922 года — командир 2-й авиационной эскадры и 3-й разведывательной эскадрильи. Затем направлен на учёбу, в 1924 окончил Высшие академические курсы при Военной академии РККА. В июне 1924 года назначен помощником начальника, а уже в сентябре этого года — начальник военно-воздушных сил Украинского (с 1935 – Киевского) военного округа. В ВКП(б) вступил в 1931 году.
Участник нескольких дальних перелётов:
- Москва — Анкара — Тифлис (через Тавриз и Kазвин) — Тегеран — Кабул — Ташкент — Москва (Р-5, сентябрь 1930), за который награждён орденом Красной Звезды;
- Москва — Гомель — Львов — Варшава (— 18.07.1933, на Р-5 вместе с Мезиновым).
- Москва — Вена — Париж — Прага — Москва (1934)

Окончил оперативный факультет Военной академии РККА имени М. В. Фрунзе в 1935 году. С января 1937 года — помощник командующего Особой Краснознаменной Дальневосточной армии по ВВС и командующий и командующий 2-й Армией Особого назначения. Член Военного совета при наркоме обороны СССР.
29 ноября 1937 года арестован. Военной коллегией Верховного суда СССР 28 июля 1938 года по обвинению в участии в военном заговоре приговорен к расстрелу. Приговор приведен в исполнение в тот же день на Коммунарке. Определением Военной коллегии от 2 июня 1956 года реабилитирован.

## Воинские чины и звания
- Рядовой — 20.05.1915
- Младший Унтер-офицер — 1917
- Старший Унтер-офицер — 1917
- Прапорщик — 09.1917
- Комкор — 20.11.1935[6]

## Награды
- Орден Ленина (25.05.1936, знак ордена № 2928)
- Орден Красного Знамени (15.02.1920, знак ордена № 2677, приказ № 152 РВС Республики)
- Орден Красной Звезды (22.09.1930, знак ордена № 5)
- Георгиевский крест 4-й степени (5.07.1917)[7][8]